# Лукијан Бибић
Лукијан Бибић (Сремска Митровица, 18. децембар 1898. — Београд, 1962.) био је српски сликар и иконописац.

## Живот и стваралаштво
Као војник борио се у Првом светском рату. По заврштеку рата уписао је Уметничко-занатску школу у Београду, да би студије наставио у Минхену и Прагу, где је и стекао диплому академског сликара. Усавршавао се прво у Бечу, потом у Паризу у Школи Музеја Лувр. Пропутовао је Шпанију, Португалију, Енглеску, Белгију, Холандију, Немачку и скандинавске земље.
Када се почетком 1930-их вратио у Београд био је ангажован на изради живописа у цркви Светог Марка у Београду. Лукијан Бибић је у Манастиру Раковица стекао монашки чин.
Сликао је уљем портрете, историјске теме, пејзаже и мртве природе. За Епархију далматинску у Шибенику насликао је 16 портрета великодостојника. У Аранђеловцу израдио је портрете чланова Династије Карађорђевића и великаша попут Васе Чарапића, Илије Бирчанина и Јакова Ненадовића. У Жичи је насликао портрет Епископа Николаја Велимировића.
Од Бибићевих пејзажа познати су: Опленац, Орашац, Кајмакчалан и Стара Црква у Тополи.